# Quadrato
Der Quadrato war ein italienisches Flächen- und Feldmaß im Großherzogtum Toskana.
- 1 Quadrato = 100 Tavole = 10000 Quadrat-Braccia = 34,0646 Ar.[1][2]

Der Begriff wurde auch an anderen Maßen nachgestellt, um das Maß als Flächenmaß zu kennzeichnen. Beispiel ist Passo quadrato, der Quadratschritt, mit etwa 3,022988 Quadratmetern, der im venezianischen Gebiet galt. In Nizza war es das Maß Trabucco quadrato mit 12 Palmi quadrati, was 10,044 Quadratmeter entsprach.